# Soham (Vorname)
Soham ist ein männlicher indischer Vorname (skt. सोऽहम् so’ham »er ist ich«) sowie ein weiblicher libanesischer Vorname.

## Namensträger

### Vorname
- Soham Al-Suadi (* 1980), deutsche evangelische Theologin
- Soham Chakrabarty, indischer Sänger
- Soham Chakraborty (* 1984), indischer Schauspieler und Politiker
- Soham El Wardini (* 1953), senegalesische Politikerin und ehemalige Bürgermeisterin von Dakar
- Soham Ghosh (* 1986), ehemaliger indischer Cricketspieler
- Soham Shah, indischer „Bollywood“-Filmregisseur
- Soham Swami (1858–1918), indischer Guru, Yogi und Löwenbändiger (Tiger Swami)